# Ільєс Шетті
Ільєс Шетті (араб. إلياس شتي; нар. 22 січня 1995, Аннаба) — алжирський футболіст, захисник клубу «Есперанс».
Виступав, зокрема, за клуб «Кабілія», а також національну збірну Алжиру.

## Клубна кар'єра
У дорослому футболі дебютував 2017 року виступами за команду клубу «Кабілія», в якій провів два сезони, взявши участь у 43 матчах чемпіонату. Більшість часу, проведеного у складі «Кабілії», був основним гравцем захисту команди.
До складу клубу «Есперанс» приєднався 2019 року.

## Виступи за збірну
У 2018 році дебютував в офіційних матчах у складі національної збірної Алжиру.
| Дата       | Місто | Господарі | Результат | Гості | Турнір           | Голи | Примітки |
| ---------- | ----- | --------- | --------- | ----- | ---------------- | ---- | -------- |
| 27-12-2018 | Доха  | Катар     | 0 – 1     | Алжир | товариський матч | -    | 71'      |
| Усього     |       | Матчів    | 1         |       | Голів            | 0    |          |

## Титули і досягнення
- Переможець Кубка арабських націй: 2021